# Nicholas D’Antonio Salza
Nicholas D'Antonio Salza  (Rochester,  10  juli 1916 - New York, 1 augustus 2009) was een Amerikaans prelaat (geestelijke).
Salza werd in 1942 tot priester gewijd. In 1963 werd hij door paus Paulus VI benoemd tot prelaat van 
Inmaculada Concepción de la B.V.M. en Olancho (sinds 1987 het bisdom Juticalpa in Honduras)  en - vanaf 1966 - tot titelvoerend bisschop  van Giufi Salaria.  In 1977 ging hij met rust. In 1994 ging hij op pelgrimstocht naar Medjugorje.